# Efecto túnel magnético

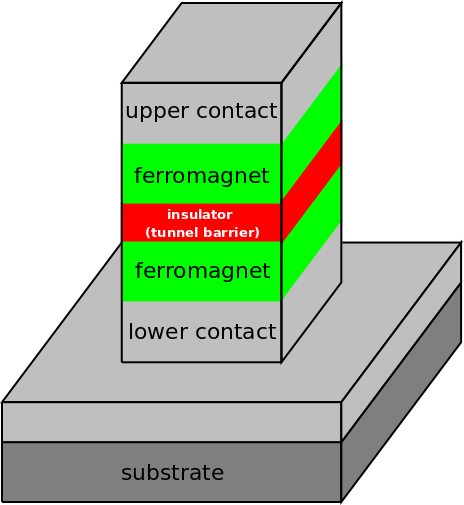
Esquema de una unión de túnel magnetorresistiva

Si se separa a dos ferromagnetos mediante un aislante delgado (alrededor de 1 nm), la resistencia de la corriente de túnel cambia con la orientación relativa de las dos capas magnéticas. La resistencia es normalmente más alta en el caso antiparalelo. Esto se conoce como efecto magnetorresistencia túnel (TMR). 
Fue descubierta en 1975 por Michel Julliere, usando hierro como el ferromagneto y germanio como aislante.
La TMR a temperatura ambiente fue descubierta en 1995 por Moodera et. al. al renovarse el interés en este campo por el descubrimiento de la magnetorresistencia gigante. Es una de las bases de la memoria de acceso aleatorio magnética (MRAM). Véase para más información técnica.